# Coll del Noell
El Coll del Noell és una collada situada a 918,6 m alt en el terme comunal de Sant Llorenç de Cerdans, a la comarca del Vallespir (Catalunya del Nord). Està situat en el sector nord-est del terme, a prop i també al nord-est del Mas de Noell, a la zona del Terme. És al nord del Mas de Pla Bolat i al nord-est, més a prop, del Mas de Can Mateu.